# Miguel Ángel Suárez
Miguel Ángel Suárez (ur. 5 lipca 1939 w San Juan, zm. 1 kwietnia 2009 w Guaynabo) – portorykański aktor, reżyser i scenarzysta.

## Życiorys

### Wczesne lata
Urodził się w San Juan jako jedno z pięciorga dzieci Gladys Alonzo i Miguela Ángela Suáreza. Jego ojciec pracował jako właściciel kiosku warzywnego w Plaza Provision Company, usytuowany obok pierwotnego miejsca WKAQ Radio El Mundo w San Juan. Potem był sprzedawcą w sklepach odzieżowych Martínez, Carbonell, Cabrer i Franks.

### Kariera
Wkracza do świata sztuki, kiedy Manuel Méndez Ballester pisał powieści Z miłości do nienawiści (Del amor al odio) nadawane w WKAQ Radio El Mundo w San Juan. Któregoś dnia w 1948 podczas zakupów w kiosku, gdzie pracował ojciec Suáreza, Ballester powiedział, że pilnie potrzebuje aktora dziecięcego dla głównego bohatera programu od poniedziałku do piątku. Tak w wieku 8 lat Miguel Ángel Suárez rozpoczął swoją karierę aktorską. Pracował w radiu, zanim dobrowolnie zaciągnął się do United States Navy.
W 1969 trafił do produkcji hollywoodzkiej Richarda Fleischera Che! z Omarem Sharifem w roli tytułowej. Woody Allen zaangażował go do kilku scen w swojej komedii Bananowy czubek (Bananas, 1971) z Louise Lasser. Po występie w meksykańskim filmie Syn Angeli Marii (El hijo de Angela Maria, 1974), znalazł się w dramacie telewizyjnym CBS Ucieczka (Escape, 1975) z Timothym Bottomsem i Colleen Dewhurst. Swoją pozycję w branży filmowej ugruntował rolą meksykańskiego więźnia, który pomaga głównym bohaterom (Richard Pryor i Gene Wilder) uciec z więzienia w komedii Sidneya Poitiera Czyste szaleństwo (Stir Crazy, 1980). W tym samym roku zagrał w filmie Dios los Cría i Grzeszny żywot Isabel La Negra (A Life of Sin) z udziałem Raúla Julii i José Ferrery. Wziął też udział w La gran fiesta (1985).
W 1990 miał okazję pracować pod kierunkiem legendarnego Sydneya Pollacka w filmie Hawana (Havana) z Robertem Redfordem.
Z 1999 wspólnie z aktorką Amneris Morales założył Compañia Circulo Mágico, produkującą dokumenty telewizyjne Trzech Króli (Los Reyes Magos), Maski Hatillo (Las Mascaras de Hatillo) i Lo que mi Pueblo Atesora. W lutym 2000 wydał swoją pierwszą książkę Las cosas que nunca dije (Czego nigdy nie powiedział) – zbiór wierszy napisanych w latach 1965-2001 i album Versos de amor jako recytator.
Inne tytuły w jego filmografii: Ángel (2007), Punto Final: de cómo Tito Mangual Aprendió a Bregar (1999); Cundeamor (2000), Padre Astro (2001), Niezapomniana opowieść babci (Cuento Inolvidable de la Abuela), Data ważności (Expiration Date), Más Allá del Límite (2002), Dios los Cría 2 (2003), Revolución en el Infierno (2004), Podejrzany (Under Suspicion, 2000) z Gene’em Hackmanem, Morganem Freemanem i Monicą Bellucci, Materiał dowodowy (El Cuerpo del Delito, 2005) i Illegal Tender (2006). W 2008 po raz ostatni wystąpił na ekranie w biograficznym dramacie historycznym Stevena Soderbergha Che. Rewolucja (Che: Part One, 2008) z Beniciem del Toro i filmie krótkometrażowym Tributo a nadie.

### Życie prywatne
29 marca 2009, w niedzielę poprzedzającą jego śmierć, w kaplicy szpitalnej poślubił Amneris Morales, swoją towarzyszkę życia, z którą był związany przez 13 lat. Miał córkę Alondrę Suárez z poprzedniego związku i pasierbicę Belange Rodríguez z Amneris Morales.
Zmarł 1 kwietnia 2009 w Hospital Metropolitano de Río Piedras w San Juan na raka przełyku w wieku 69. lat.

## Wybrana filmografia
- 1971: Bananowy czubek (Bananas) jako Luis
- 1974: El hijo de Angela Maria jako Felipe
- 1975: Escape (TV) jako Fernando Gardner-Pasquel
- 1979: Grzeszny żywot Isabel La Negra (A Life of Sin) jako Mario
- 1979: Dios los cría jako brat Arnalda (nowela "Dios Los Cría") / nowy szef (nowela "La Otra")
- 1980: Czyste szaleństwo (Stir Crazy) jako Jesus Ramirez
- 1985: La gran fiesta jako Vázquez
- 1990: Hawana (Havana) jako Sim #2
- 1999: Raj utracony (Paradise Lost) jako Domingo Cabrera
- 2000: Podejrzany (Under Suspicion) jako Miguel
- 2001: Padre Astro (TV) jako Juan Antonio Correa
- 2002: Tosca, la verdadera historia jako Scarpia
- 2002: El cuento inolvidable de la abuela (TV) jako Adalberto
- 2003: Ocho puertas
- 2004: Revolución en el infierno (TV) jako ojciec Ulpiana
- 2004: Dios los cría 2 jako Isidro (nowela "Te tengo una sorpresa")
- 2005: El cuerpo del delito (TV)
- 2007: Ángel jako Juan Miranda
- 2007: Illegal Tender jako Salomon
- 2008: Che. Rewolucja (Che: Part One) jako lekarz wojskowy